# Успенский Адмиралтейский храм
Успе́нский Адмиралте́йский храм — старейшая сохранившаяся церковь Воронежа. Полное название церкви — Успения Пресвятой Богородицы и Приснодевы Марии. Престольный праздник храма — Успение Пресвятой Владычицы нашей Богородицы и Приснодевы Марии (28 августа).
Успенский Адмиралтейский храм является памятником архитектуры XVII века. Он перестраивался и изменялся несколько раз, поэтому в архитектуре его смешались разные стили. Пятиглавый четверик с низкой трёхлопастной апсидой (высотой 13,1 м) принадлежит к допетровскому времени. В духе классицизма выдержаны прямоугольная трапезная и трёхъярусная колокольня (высота последней — 21,4 м). Стенопись храма заштукатурена. Участок земли в ведении храма – 0,142 га.

## История храма

### Основание храма
Предполагается, что закладка храма произошла в первое десятилетие основания крепости Воронеж. Так, в грамоте от 5 августа 1594 года, посланной царём Фёдором Ивановичем воеводе Ивану Кобякову, говорилось об отъезде строителя Александра в Воронеж. «В храм к Успенью» с приделом Феодора Стратилата Александр вёз иконы, колокола, богослужебные книги из Москвы, приобретённые специально «на Воронеж». В той же царской грамоте говорилась: «Как строитель образы и книги и колокола привезёт и ты б строителю Олександру велел образы и книги и колокола у Успенья Пречистой Богородицы поставить и монастырь ему велел строить». Исследователи истории храма (В. Н. Глазьев и Н. А. Комолов) предполагают, что Успенский храм существовал как приходской, без монастыря.
Сам монастырь был построен «около 1600 года поставлением царя Бориса» (Годунова) и был включен в состав Успенского храма. Основателем монастыря считается игумен Кирилл. Все здания XVII века были деревянными. Так как храм располагается на берегу реки, то его часто затопляла полая вода, из-за чего он гнил. В 1616 году произошёл особенно сильный разлив реки и Успенский храм было решено перенести на старое Казарское городище (район современного санатория им. М. Горького). Но после 1616 года такого разлива больше не повторилось и храм оставили на прежнем месте, что подтверждается записью в Переписной книги от 1678 года. Ночью 29 июня 1680 года в Успенском монастыре возник пожар, который затем перекинулся на соседние здания, в результате чего сгорело 80 жилых домов и все монастырские постройки. Донесение воронежского воеводы Михаилы Вырубова о пожаре сохранилось в Центральном архиве древних актов.

### Конец XVII — начало XVIII веков
Игумен монастыря Тит в конце XVII века планировал перестроить храм из деревянного в каменный. Предлагалось выстроить пятиглавый храм в форме четырёхгранного столба, рассчитанного на пятьсот человек. Трапезная не планировалась, а колокольня должна была быть низкой, одноярусной, и примыкать к храмовой части. Историк храма, архимандрит Димитрий (Самбикин), писал, что положение Успенского храма «возвысилось до степени главного соборного в Воронеже». Такой вывод был сделан потому, что храм планировали строить пятиглавым, а это в старину являлось признаком главного собора города.
Исследователи называют разные даты освящения каменного здания храма. Так, Е. А. Болховитинов и архимандрит Димитрий утверждают, что это произошло 27 декабря 1699 года, а священник церкви и автор очерка о ней в «Воронежской старине» от 1906 года Фёдор Лукин указывает на 27 декабря 1694 года. Официальная дата, вошедшая во все официальные издания, — 27 декабря 1694 года.
Но обе эти даты противоречат другим документам. А именно чертежу монаха-картографа, составленному осенью 1694 года (по поводу определения принадлежности мельницы на речном протоке) и отправленному в Москву в январе 1695 года. Чертёж был найден в одном из московских архивов и опубликован в книге историка В. П. Загоровского «Воронеж: Историческая хроника» (1989 года издания). На рисунке церковь — деревянная и трёхглавая. На чертеже показаны и подписаны существовавшие в то время протоки реки, «спорная мельница», на левом берегу — «монастырская деревня Клементьевская». Вверху чертежа прорисована деревянная крепость и сам Успенский храм. Чертёж заверил сам игумен Тит: «К сему чертежу Успенского монастыря игумен Тит руку приложил». Чертёж не противоречит официальной дате освящения каменной постройки храма, но на гравюре голландского путешественника и дипломата Корнелия де Бруин, побывавшего в Воронеже в феврале 1703 года, храм снова нарисован деревянным и трёхглавым. В записках о Воронеже Корнелий говорит о всех каменных постройках города, но Успенский храм среди них не упоминается.
А. П. Соловьёв, бывший директор воронежского Краеведческого музея, придерживается мнения, что с места наблюдения голландца из пяти глав храма видно всего три, другие будут закрываться в проекции. Также он утверждает, что Успенский храм уже тогда был каменным, так как на рисунке деревянные постройки штрихуются иначе.
Практически все воронежские исследователи придерживаются мнения, что Успенский храм перестроен в каменный после 1703 года и являлся главным храмом Воронежа. Успенская церковь — древнейшее каменное сооружение после Алексеево — Акатова монастыря, отстроенного в 1674 году.
В архитектуре Успенского храма специалистами отмечается влияние средневекового зодчества Руси, проявляющегося в высоком квадратном нефе с пятью главами.
Успенский храм — единственный дошедший до нашего времени памятник, тесно связанный с кораблестроением и становлением российского флота при Петре I. Царь впервые приехал в Воронеж в феврале 1696 года. Именно близ Успенского храма он нашёл наиболее удобное место для строительства парусников. Специально для этого была выстроена Немецкая слобода, на острове возведено адмиралтейство, включавшее цитадель (крепость), каменный цейхгауз, «парусный двор». Недалеко от верфей был построен дворец царя и дома его сподвижников А. Д. Меншикова, Ф. М. Апраксина, Ф. А. Головина, Н. М. Зотова. Успенский храм как бы делил верфь на правую и левую, разрывая её.
2 апреля 1696 года после богослужения в Успенском храме были спущены галеры и корабли первого регулярного военно-морского флота России. Среди них была галера «Принципиум», на которой Пётр I по пути в Азов принял первый военно-морской устав — «Устав по галерам». В 1700 году в храме был освящён один из первых утверждённых военно-морских флагов России, который был поднят на первом российском линейном корабле «Гото Предестинация». 
В 1700 году Успенский монастырь прекратил существование и был слит с Алексеево — Акатовым монастырём. Произошло это из-за того, что монастырь сильно мешал верфи. С того же времени Успенская церковь стала Адмиралтейской. В ней совершал богослужения первый воронежский епископ Митрофан в честь спуска на воду кораблей. Часто на богослужениях присутствовал и Пётр I. Существует легенда, что иногда царь сам пел на клиросе.
До 1711 года продолжалось строительство флота в Воронеже. После прекращения строительства храм стал обычным приходским; он потерял былое величие и оказался одним из беднейших после пожара 1748 года. Часть Немецкой слободы сгорело в том пожаре, часть оказалась позже разрушена временем. После того же пожара состоятельные граждане начали переселяться подальше от реки, на верхнее плато, что тоже отрицательно сказалось на состоянии храма. В середине XVIII века (1756 год) в Успенском приходе купец Пётр Гарденин построил первый каменный жилой дом в Воронеже.

### XIX век
В начале XIX века состояние церкви стало улучшаться, построена трёхъярусная колокольня в 1803 году, была пристроена трапезная с двумя приделами в честь Богоявления Господня и во имя преподобных Антония и Феодосия Печерских. В Успенском храме в 1880—1881 годах был проведён ремонт, переписан иконостас, расширены окна первого яруса, снесена паперть у северного входа, выстроена каменная ограда со стороны реки вместо земляного вала, пристроена караулка. Ночью 6 июня 1885 года Успенский храм был ограблен, воры похитили ризы с икон, священные сосуды и золотой крест Петра I.
В 1805 году в Успенском храме служили протоиерей Афиноген Печерский, диакон Феодор Чекалин, дьячок и пономарь. Приход состоял из 193 домов, в которых проживали 1098 человек. В 1873 году построили дом из камня для притча. В 1894 году была построена богадельня из средств купчихи Е. В. Гардениной, часть которой занимала школа грамоты для девочек. Из ценных вещей на начало XX века в храме находились рукописные ноты старинной духовной музыки, освятительный крест и стул, обитый чёрным сафьяном, изготовленный по легенде Петром I. Причт, в котором служили священник, диакон и псаломщик, полностью содержали прихожане. В 1901 году заново были позлащены шесть крестов храма, а 29 июня установлены на купола. В 1911 году воронежские газеты писали о плохом состоянии Успенского храма, вызванное, прежде всего, временем. По сохранившимся Клировым ведомостям за 1911 год в храме несли службу: священник Феодор Лукин (с 1899 года), диакон Николай Абрамов (с 1868 года) и псаломщик Александр Москаленко (с 1909 года). Судя по тому же документы, приход состоял из 170 дворов (855 человек). С 1886 старостой церкви был назначен купец Иуда Перевозчиков (1914).

### Советский период
После Октябрьской революции из храма изъяли все ценности. В 1932 году архиепископ Захария перенёс свою кафедру в Успенский храм из Троицкого Смоленского собора, так как последний был закрыт. Но Захарий недолго прослужил в храме; в 1935 году его арестовали по донесению клира Успенского храма. Глава епархии был обвинен в антисоветской агитации и сослан в лагерь на пять лет.
На место Захария пришёл архиепископ Пётр (Соколов). Но и у него возник конфликт со священниками Успенского храма. Владыка апеллировал заместителю Патриаршего Местоблюстителя митрополиту Сергия (Страгородскому), который объявил штат храма находящимся в расколе и пригрозил лишением сана. Илью Скрипицина, церковного старосту, отлучили от святого причастия. Указ Патриаршего Местоблюстителя не был исполнен. В 1936 году, осенью, Петра (Соколова) арестовали; он умер после вынесения приговора.
Главными обвинителями Петра и Захария являлись священник Иоанн Котов, псаломщики Илия Назарченко и Павел Долгополов, церковный староста Илья Скрипицын. Всем им также не удалось избежать ареста. Вскоре на службу в храм пришёл священник-«обновленец» В. Т. Попов, являвшийся секретным сотрудником органов по кличке «Петроградский». На вопрос, заданный псаломщику Долгополову, «какому архиерею они подчиняются?» Попов получил следующий ответ: «Все архиереи перешли на сторону Советской власти. Митрополит Сергий тоже признал Советскую власть, поэтому мы не стали ему подчиняться. Митрополит запретил нам служить, но мы не подчинились, служим, как и служили». Действительной же причиной неповиновения было банальное сведение счетов с архиепископами.
Успенский храм передали горсовету Осавиахима в феврале 1940 года; на том церковь закончила своё существование. При бомбежках Воронежа во время Отечественной войны сгорела кровля трапезной и несколько куполов храма, в арке и боковых стенах нефа появились трещины, часть стены накренилась из-за распора свода. Цейхгауз, построенный при Петре Великом, был взорван немецкой бомбой в 1942 году.
После войны, летом 1946 года, храм был передан под хранилище документов Областному архиву. В храме стояли высокие стеллажи под документы. Также там был организован небольшой читальный зал. Администрация архива провела ремонт храма, расширили окна трапезной и покрыли её тесом, оштукатурены стены поверх старинных росписей. В середине XX века двор храма был занят огородами. Уничтожена отмостка для отвода воды и кирпичная подпорная стенка (они предохраняли храм от полых вод). Несмотря на произведённый ремонт, в 1956 году в трапезной храма возникли новые трещины.
В 1967 году было построено новое здание для архива, и он покинул Успенский храм. В 1969 году решением Горисполкома храм передали в введение Краеведческого музея для экспозиции по истории военно-морского флота.
В 1970 году началась реставрация храма, проводимая согласно проектным работам московского архитектора Б. Л. Альтшуллера. Но храм не начал действовать из-за затопления чаши водохранилища в апреле 1972 года, так как оказался затоплен водой. В 1973 году была обновлена кирпичная кладка, но от воды эти меры не спасли.

### Современный период
В 1990-х годах разработали проект подъёма храма на 2—3 метра и подведение бетонного фундамента с гидроизоляцией. Но не было средств на его осуществление. Министерство культуры и областная администрация ежегодно направляли небольшие суммы денег на реконструкцию храма, но этого было недостаточно; на восстановление храма жертвовали и жители Воронежа. На противовоположную ситуация изменилась, когда начал приближаться юбилей ВМФ РФ. Были выделены крупные средства из Москвы и проведены необходимые работы, сделана гидроизоляция, поднят уровень пола, началось восстановление иконостаса.
Митрополит Мефодий (Немцов) совершил крестный ход от Никольской к Успенской церкви в сентябре 1996 года, когда праздновался трёхвековой юбилей ВМФ РФ. Из действующего Никольского храма был перенесён негасимый светоч веры. А. Я. Ковалёв, губернатор Воронежа, торжественно передал митрополиту Мефодию символический ключ от Успенского Адмиралтейского храма. Служил в храме с 1996 года протоиерей Владимир Урываев. Через год Успенский храм приписали к Никольскому, и богослужения с тех пор совершаются только по праздничным и выходным дням.
В августе 2001 года настоятелем храма назначили священника Константина Гришина. В начале 2000-х годов внутри храма установили стенды с фотографиями разных лет, повествующие о его истории в недавние годы. В память о погибших моряках-подводниках на «Комсомольце» и «Курске» 8 мая 2002 года была установлена и освящена мемориальная доска (автор — скульптор А. И. Кожевников). 22 мая 2003 года пополнились реликвии храма, был передан Андреевский флаг и икона святого праведного Феодора Ушакова. В память о 330-летней годовщины со дня рождения Петра Великого на острове против Успенского храма 12 июня 2002 года был воздвигнут деревянный крест.
На стене главного нефа храма установлены две памятные доски:
Успенская церковь (Адмиралтейская). Конец XVII — начало XVIII веков, колокольня и трапезная — XIX в. Памятник истории и архитектуры. Восстановлена к 300-летию Российского военно-морского флота (1996 г.) на средства государства и пожертвования граждан.
Здесь, под сводами Храма, 16 (3) мая 1696 года русский военный флот перед Азовским походом получил первое благословение на служение Отечеству.
В последнем случае имеется в виду отплытие отряда галер во главе с Петром I и совершения богослужения в честь этого события. Но дата на памятной доске пересчитана неправильно, необходимо было указать 3 (13) мая 1696 года. Эту доску установили 16 сентября 2003 года, благодаря стараниям региональной общественной организации «Колыбель русского флота».
В 2006 году ещё продолжались работы по гидроизоляции фундамента. Работы по реставрации храма продолжаются и в настоящее время.
Кладбища у храма нет, но в 1920-е годы в ограде храма находились две надгробные плиты: на могиле священника отца Симеона (1758) и прихожанки Прасковьи Петровой (1763). При проведении земляных работ в 1996 году было найдено большое количество человеческих скелетов. Исследователи предполагают, что это захоронения петровского времени.
Настоятелем Успенского Адмиралтейского храма с 29 июня 2007 года является иерей Артемий Азовский. При церкви действуют катехизаторские курсы.

## На конвертах и монетах
- 16 марта 2005 года был выпущен художественный маркированный конверт с изображением Успенской Адмиралтейской церкви Воронежа[1].
- 1 июля 2008 года Банком России были выпущены памятные монеты из серии «Памятники архитектуры России» с изображением Успенской (Адмиралтейской) церкви города Воронеж.